# Saison 3 de Star Wars Rebels
Chronologie
Saison 2 Saison 4
La troisième saison de Star Wars Rebels, série d'animation en 3D américaine, est constituée de vingt-deux épisodes. Créée par Simon Kinberg, Dave Filoni et Carrie Beck, la série se déroule entre l'épisode III, La Revanche des Sith, et l'épisode IV, Un nouvel espoir, de la série de films Star Wars.
À l'instar des précédentes saisons, elle débute avec un double épisode, nommé Au cœur des ténèbres, qui a été diffusé en avant-première le 16 juillet 2016 lors de la Star Wars Celebration qui s'est déroulée à Londres. Par la suite, la diffusion débute sur Disney XD avec le double épisode, diffusé le 24 septembre 2016, et se termine avec un autre épisode, nommé Assiégés, le 25 mars 2017. En France, elle a été diffusée du 11 novembre 2016 au 30 mars 2017, également sur Disney XD.

## Synopsis
Sous l'empire, nous retrouvons nos héros, six mois après le combat sur Malachor. Ezra a grandi et Kanan est devenu aveugle. Ils essayent tous ensemble de faire grandir la rébellion dans la galaxie, tout en faisant face à l'Empire (notamment le Grand Amiral Thrawn) et à des conflits entre les Mandaloriens. C'est ainsi qu'ils espèrent retrouver Ahsoka, disparue lors de son combat contre Dark Vador.

## Distribution

### principaux
- Taylor Gray (VF : Antoni Lo Presti ; VQ : Alexandre Bacon): Ezra Bridger
- Freddie Prinze Jr. (VF : Nicolas Matthys ; VQ : Pierre-Étienne Rouillard) : Kanan Jarrus
- Steve Blum (VF : Olivier Cuvellier ; VQ : Denis Roy) : Zed Orrelios
- Tiya Sircar (VF : Mélanie Dambermont ; VQ : Claudia-Laurie Corbeil) : Sabine Wren
- Vanessa Marshall (VF : Carole Baillien ; VQ : Rose-Maïté Erkoreka) : Hera Syndulla
- C1-10P « Chopper »
- Dee Bradley Baker (VF : Serge Biavan) : capitaine Rex
- Stephen Stanton (en) (VQ : Jean-Luc Montminy) : AP-5
- Kevin McKidd : Fenn Rau
- David Oyelowo (VF : Laurent Van Wetter ; VQ : Alexandre Fortin) : agent Kallus
- Mary Elizabeth McGlynn : gouverneur Arihnda Pryce
- Lars Mikkelsen (VF : Pascal Racan) : Grand Amiral Thrawn
- Steve Blum et Greg Weisman : les stormtroopers

### récurrents
- Jim Cummings (VF : Patrick Béthune) : Hondo Ohnaka
- Tom Baker (VF : Michel Hinderyckx) : Bendu
- Keone Young : commandant Jun Sato
- Nathan Kress : Wedge Antilles
- Dee Bradley Baker (VF : Franck Dacquin) : amiral Kassius Konstantine
- Sam Witwer (VF : Marc Bretonnière) : Maul
- Ray Stevenson : Gar Saxon
- Forest Whitaker (VF : Daniel Lobé): Saw Gerrera[2]
- Phil LaMarr (VF : Lionel Tua) : Bail Organa
- Zachary Gordon : Mart Mattin
- Ritesh Rajan : Tristan Wren
- Sharmila Devar (en) : Ursa Wren
- James Hong : Azmorigan (récurrence à travers les saisons)
- Clancy Brown (VF : Martin Spinhayer) : Ryder Azadi (récurrence à travers les saisons)

### Invités
- Stephen Stanton (en) (VF : Pierre Laurent ; VQ : Jean-Luc Montminty) : Grand Moff Tarkin (épisodes 1 et 21)
- Nika Futterman : voix désincarnée (épisode 1)
- Derek Partridge (en) : commandant Brom Titus (épisode 1)
- Corey Burton : commandant Argin Relik, Rake Gahree (épisode 4)
- Trevor Devall : Derek « Hobbie » Klivian (épisode 4)
- Mario Vernazza (VF : Erwin Grünspan) : capitaine Vult Skerris (épisodes 4 et 18)
- André Sogliuzzo : capitaine Slavin (épisode 5)
- Robin Atkin Downes (VF : Patrick Donnay) : Cham Syndulla (épisode 5)
- Corey Burton : Gobi Glie (épisode 5)
- Catherine Taber : Numa (épisode 5)
- Gregg Berger : Kalani (épisode 6)
- Matthew Wood (VF : Alessandro Bevilacqua) : les droïdes de combat (épisodes 6 et 12)
- Meredith Anne Bull : Gooti Terez (épisode 8)
- Eric Lopez : Jonner Jin (épisode 8)
- Liam O'Brien : lieutenant Yogar Lyste (épisodes 10 et 17), Morad Sumar (épisode 10)
- Leslie L. Miller : capitaine Brunson (épisodes 13 et 17)
- David Acord (en) : EXD-9 (épisode 14)
- Tom Kane : colonel Wullf Yularen (épisode 17)
- Steve Blum : Alton Kastle (épisode 18)
- Josh Brener : Erskin Semaj (épisode 18)
- Genevieve O'Reilly (VF : Juliette Degenne) : Mon Mothma (épisodes 18 et 21)[3]
- Josh Gad (VF : David Manet) : le Contrôleur (épisode 19)
- James Arnold Taylor (VF : Bruno Choël) : Obi-Wan Kenobi (hologramme, épisode 20)
- Stephen Stanton (en) (VF : Vincent Violette) : Ben Kenobi[3] (épisode 20)
- Steve Blum : commandant Woldar (épisodes 21 et 22)
- Michael Bell : général Jan Dodonna (épisodes 21 et 22)

 Source et légende : version française (VF) sur AlloDoublage et version québécoise (VQ) selon le carton de doublage de la fin du générique des épisodes.

## Production
Le 30 novembre 2015, Disney XD annonce une troisième saison, déjà en production, pour un lancement prévu en 2016. Le 27 mai 2016, il est annoncé que le double épisode sera diffusé le 16 juillet 2016 lors de la Star Wars Celebration Europe III qui s'est déroulée à Londres. Le 13 juillet 2016, un premier extrait de la saison, dévoilant la nouvelle apparence d'Ezra Bridger, est révélé dans l'émission The Star Wars Show. Lors du panel dédié à la série, une première bande-annonce, deux autres extraits et plusieurs concept arts sont dévoilés.
La bande-annonce révèle le retour du pirate Hondo Ohnaka, du capitaine Rex, Dark Maul et des droïdes de combat, tandis que d'anciens personnages déjà présents dans l'univers Star Wars font leur arrivée dans la série, notamment Thrawn, interprété par Lars Mikkelsen, ce qui permet de rendre le personnage « canon », et Wedge Antilles. Une créature est également introduite, nommée Bendu, elle est interprétée par Tom Baker et est liée à la Force. Le 8 août 2016, il est annoncé que la saison débutera sa diffusion le 24 septembre 2016 avec le double épisode intitulé Au cœur des ténèbres (Steps Into Shadow).
Le 23 septembre 2016, il est révélé que Dave Filoni ne sera pas le superviseur de la réalisation de cette saison. Il conserve tout de même son poste de producteur délégué. Filoni est alors remplacé par Justin Ridge, un réalisateur de Star Wars: The Clone Wars et Rebels.

## Liste des épisodes

### Épisode 1:Au cœur des ténèbres, première partie
- États-Unis : 24 septembre 2016 sur Disney XD[1]
- France :
  - 11 novembre 2016 sur Disney XD[12]
  - 3 mai 2017 sur France 4

- États-Unis : 563 000 téléspectateurs[13] (première diffusion)

Six mois se sont écoulés depuis les événements de Malachor et la disparition d'Ahsoka. Kanan, devenu aveugle, reste à l'écart du groupe, tandis qu'Ezra a pris sa place sur le terrain, renforçant ses compétences avec le savoir de l'Holocron Sith, au détriment de Kanan. Après avoir libéré Hondo Ohnaka d'une prison impériale, ce dernier leur fournit les coordonnées d'une casse de vaisseaux de l'Empire où se trouvent des Y-wings en attente de destruction. Hera y envoie Ezra, Sabine, Zed, Chopper, Rex et Hondo en reconnaissance à bord du Phantom.
- Cet épisode marque la première apparition des bombardiers Y-wings dans la série.
- Le terme Bendu remonte au traitement de l'histoire originale écrite par George Lucas lorsqu'il définissait pour la première fois Star Wars en 1973. Les chevaliers Jedi s'appelaient alternativement les Jedi Bendu, et les aspects lumineux et obscurs de la Force étaient appelés respectivement le Ashla et le Bogan[15].

### Épisode 2:Au cœur des ténèbres, deuxième partie
- États-Unis : 24 septembre 2016 sur Disney XD[1]
- France :
  - 11 novembre 2016 sur Disney XD[12]
  - 3 mai 2017 sur France 4

- États-Unis : 563 000 téléspectateurs[13] (première diffusion)

### Épisode 3:L'Épreuve du destin
- États-Unis : 1er octobre 2016 sur Disney XD[1]
- France :
  - 13 novembre 2016 sur Disney XD
  - 3 mai 2017 sur France 4

- États-Unis : 412 000 téléspectateurs[16] (première diffusion)

Ezra et Kanan, à bord d'une corvette corellienne, se rendent à un rendez-vous avec un ravitailleur mais, une fois sur place, ils trouvent le ravitailleur endommagé et dérivant dans l'espace. Ils apprennent par un rescapé qu'« une lame rouge » est à la poursuite de l'équipage du Ghost. Craignant la venue d'un nouvel Inquisiteur, Kanan contacte Hera et l'informe de la menace mais il est trop tard : la lame rouge n'est autre que Maul. Ce dernier souhaite récupérer l'Holocron Sith ainsi que l'Holocron Jedi de Kanan sinon il exécutera les rebelles prisonniers. Kanan accepte à contrecœur.
De retour sur Atollon, Kanan emmène Ezra dans la clairière où il a rencontré Bendu. Après avoir été encerclé par des araignées Krykna, Bendu apparaît. Ezra lui expose la situation et la créature comprend le plan de Maul : il veut réunir les deux Holocrons afin de pouvoir bénéficier du savoir infini. Bendu leur indique que l'Holocron se trouve dans la tanière des Kryknas. Kanan décide donc de laisser Ezra pénétrer dans les tunnels sans sabre laser et en le guidant via la Force depuis l'extérieur. Après que les communications soient coupées, Kanan rentre à son tour dans les tunnels et rejoint Ezra. Ensemble, ils réussissent à récupérer l'Holocron Sith. En sortant, Bendu leur indique que le conflit intérieur de Kanan est terminé et il les met en garde sur la dangerosité de réunir les deux Holocrons.
Entre-temps, Maul tourmente avec la Force l'esprit d'Hera pour qu'elle lui révèle l'emplacement de l'Holocron de Kanan. Il met la main sur le précieux objet assez rapidement mais il n'arrive pas pour autant à l'ouvrir, car seul un maître du côté lumineux le peut. Hera, Sabine, Zed et Chopper profitent d'une occasion pour se libérer et attaquer le Zabrak mais ils sont tous maîtrisés, Maul se retenant de les tuer tant qu'ils lui seront utiles.

### Épisode 4:Cadets en danger
- États-Unis : 8 octobre 2016 sur Disney XD[1]
- France :
  - 20 novembre 2016 sur Disney XD
  - 10 mai 2017 sur France 4

- États-Unis : 510 000 téléspectateurs[17] (première diffusion)

L'épisode commence par la destruction totale d'un convoi rebelle par une escadrille d'intercepteurs TIE. Après avoir été mis au courant de la perte du convoi, les rebelles ont reçu des informations importantes : des cadets de l'Académie de Pilotage Skystike seraient prêts à rejoindre la Rébellion. Sabine est alors envoyée sous couverture à l'Académie. Ezra et Kanan restent en retrait non loin de l'Académie, en cas d'extraction. Après plusieurs entraînements sur simulateur, Sabine finit par trouver les cadets en question : Rake Gahree, Derek « Hobbie » Klivian et Wedge Antilles. Pendant ce temps, l'agent Kallus et la gouverneur Pryce arrivent à l'école des TIE, eux-aussi au courant d'une désertion imminente de cadets. Pryce met alors au point un plan pour les démasquer.
Le lendemain, un exercice en situation est lancé. Sabine, Wedge, Rake et Hobbie, à bord de leur chasseur TIE, profite de l'intervention de la corvette rebelle d'Ezra et Kanan pour quitter la formation impériale. Ayant démasqué les traîtres, Pryce dévoila alors son plan : elle désactive les TIE rebelles et ordonne au capitaine Skerris, l'un des pilotes d'intercepteur TIE, de détruire l'un d'entre eux. Rake fut alors tué dans l'explosion de son vaisseau. L'intercepteur TIE attaqua ensuite le briseur de blocus rebelle, qui dut battre en retraite, abandonnant Sabine et les autres.
- Cet épisode marque la première apparition des intercepteurs TIE dans la série[18].
- Hera révèle que Fulcrum est en réalité un nom de code utilisé par tous les informateurs de la Rébellion[19]. Il s'agissait d'une idée d'Ahsoka Tano, qui était l'un d'entre eux[19].
- Wedge Antilles et Derek « Hobbie » Livian sont des pilotes déjà vus dans la trilogie originale des films Star Wars[18].

### Épisode 5:Le Culte des ancêtres
- États-Unis : 15 octobre 2016 sur Disney XD[1]
- France :
  - 27 novembre 2016 sur Disney XD
  - 10 mai 2017 sur France 4

- États-Unis : 403 000 téléspectateurs[20] (première diffusion)

L'équipage du Ghost arrive sur Ryloth pour venir en aide à Cham Syndulla et son groupe. Les Twi'leks font face à un gain d'efficacité des forces impériales sur la planète. Cham pense qu'il a sous-estimé leur commandant, le capitaine Slavin. Il indique aussi que la demeure familiale des Syndulla sert de quartier général aux impériaux et que leur Kalikori, un fétiche transmis de génération en génération, s'y trouve encore. Hera décide donc de le récupérer.
Pendant que le reste des rebelles font diversion en occupant les impériaux, Hera, accompagnée par Ezra déguisé en Scout Trooper et Chopper, rejoignent le QG de l'ennemi. Elle retrouve rapidement le fétiche mais est surpris par Slavin et son supérieur, celui qui est responsable du regain « d'efficacité » impérial : Thrawn. Si Slavin ne sait pas qui est réellement Hera, le Grand Amiral la démasque rapidement ainsi qu'Ezra.

### Épisode 6:Le Dernier Combat
- États-Unis : 22 octobre 2016 sur Disney XD[1]
- France :
  - 4 décembre 2016 sur Disney XD
  - 17 mai 2017 sur France 4

- États-Unis : 452 000 téléspectateurs[22] (première diffusion)

Le Ghost se rend sur Agamar pour trouver des munitions. Ezra, Kanan, Zed, Chopper et Rex se mettent à fouiller l'épave d'un transporteur séparatiste écrasé à la surface de la planète. Rex trouve des bombes à protons mais le groupe, à l'exception de Chopper, est capturé par des droïdes de combat encore actifs. Ces derniers sont conduits devant leur leader : Kalani, un super-droïde tactique. Ce dernier avait anticipé l'ordre de désactivation comme une ruse de la République et l'a empêché. Il propose un marché à Rex : finir la Guerre des Clones une bonne fois pour toutes dans une dernière bataille. Rex, après avoir écouté Ezra, accepte. Pendant ce temps, Hera et Sabine, toujours à bord du Ghost en orbite, battent en retraite face à un Destroyer impérial qui se rend sur Agamar, ayant intercepté un message de Chopper.
Le but de la bataille est que Kanan, Ezra et Rex, relâchés à l'entrée de l'épave, arrivent au centre de commandement du vaisseau et libèrent Zed. Les Jedi et le clone neutralisent les vagues de droïdes de combat et de Droïdekas pour réussir finalement à atteindre la passerelle de commandement. Mais, au moment où Rex s'apprête à détruire Kalani, Ezra l'en empêche et les fait réfléchir sur qui est le vrai vainqueur de la Guerre des Clones : l'Empire. À ce moment, le Destroyer est en approche de l'épave.

### Épisode 7:Un ralliement imprévu
- États-Unis : 5 novembre 2016 sur Disney XD[1]
- France :
  - 11 décembre 2016 sur Disney XD
  - 17 mai 2017 sur France 4

- États-Unis : 551 000 téléspectateurs[24] (première diffusion)

Les Rebelles ont perdu le contact avec le groupe des Protecteurs sur Concord Dawn. Hera y envoie donc Sabine, Ezra, Chopper et Fenn Rau, retenu parmi les rebelles depuis sa capture, à bord du Phantom II. Dès leur arrivée, Rau tente de s'enfuir mais ils découvrent le camp des Protecteurs entièrement détruit. Pris de colère, Rau accuse Sabine et Ezra d'être responsable du massacre de ses hommes.
Au même moment, un commando de l'Empire, composés de Mandaloriens, approche de la base. Ces derniers capturent Ezra ainsi que Chopper et le chef du commando, Gar Saxon, commence à les interroger, le rebelle se faisant d'abord passer pour un pilleur d'épave du clan Ohnaka, puis pour Lando Calrissian, avant de révéler sa nature de Jedi pour sauver Chopper. Pendant ce temps, Rau espionne les Mandaloriens et apprend de Gar Saxon que c'est son commando qui a tué les Protecteurs, au nom de L'Empire. Rau fait donc une paix temporaire avec Sabine. La Mandalorienne récupère un jetpack sur un des commandos et libère Ezra et Chopper avant de voir Rau s'enfuir à bord du Phantom II.

### Épisode 8:Affaire de famille
- États-Unis : 19 novembre 2016 sur Disney XD[1]
- France :
  - 18 décembre 2016 sur Disney XD
  - 24 mai 2017 sur France 4

- États-Unis : 412 000 téléspectateurs[26] (première diffusion)

Le Ghost escorte un convoi rebelle sur la planète Mykapo, où des sympathisants de la cause sont sous le feu des impériaux. À leur arrivée, ils virent un vieux cargo braver le feu des TIE et détruire un transport impérial en utilisant des containers piégés. Après que l'Empire se soit replié, l'équipage du cargo se présente comme étant l'Escadron Iron. Hera fait un rapport au Commandant Sato, qui lui apprend que l'Escadron Iron est commandé par son neveu, Mart. Sato demande alors à Hera de le mettre en sécurité. Pendant ce temps, Thrawn, mis au courant des combats au-dessus de la planète, y envoie l'Amiral Konstantine avec un croiseur léger.
Mart et le reste de l'Escadron Iron souhaite rester sur Mykapo pour combattre. Alors que le Ghost repart avec le convoi pour Atollon, Ezra, Sabine et Chopper reste sur place avec le Phantom II. Peu après, Konstantine sort de l'hyperespace et attaque les rebelles. Malgré l'obstination de Mart, les rebelles embarquent le reste de l'Escadron, Gooti et Jonner, et leur droïde R3 sur leur navette. Mart tente de détruire le croiseur mais le cargo est immobilisé et le Phantom II est contraint de quitter le système.
- Le design du YT-2400 utilisé par l'Escadron Iron a été développé à l'origine pour un vaisseau d'arrière-plan survolant Mos Eisley dans l'édition spéciale de Un nouvel espoir. Il est connu des fans comme l'Outrider, le vaisseau que Dash Render pilote dans l'histoire Les Ombres de l'Empire, de l'univers Légende[27].
- Le Cargo de Mart est un croiseur YT-2400, de la même famille que le Faucon Millenium (YT-1300).

### Épisode 9:Mission périlleuse
- États-Unis : 26 novembre 2016 sur Disney XD[1]
- France :
  - 25 décembre 2016 sur Disney XD
  - 24 mai 2017 sur France 4

- États-Unis : 442 000 téléspectateurs[28] (première diffusion)

L'équipage du Ghost passe un marché avec Hondo et Azmorigan : le groupe récupère la cargaison d'un transport de fret impérial en perdition sur la planète Wynhahthu et les rebelles pourront garder les bombes à protons qui se trouve à bord. Avec l'aide d'AP-5, le Ghost approche du vaisseau et largue Zed, Ezra, Hondo, Azmorigan et Chopper à son bord.
Après être tombé sur un des survivants de l'ancienne équipe de Hondo, il s'avère que le pirate avait déjà attaqué le transport de fret mais qu'il avait été pris dans la tempête au-dessus de la planète et en avait perdu le contrôle. En arrivant dans la soute, l'équipe commence la récupération des bombes à protons tandis qu'Hondo et Azmorigan se disputent sur le partage des richesses de la cargaison. Azmorigan se sépare du groupe et disparaît. Zed part à sa recherche et est capturé par un droïde sentinelle impérial, qui l'emprisonne avec Azmorigan.

### Épisode 10:La Taupe
- États-Unis : 3 décembre 2016 sur Disney XD[1]
- France : 
  - 6 janvier 2017 sur Disney XD
  - 30 décembre 2017 sur France 4

- États-Unis : 362 000 téléspectateurs[30] (première diffusion)

Kanan, Chopper et Ezra retournent sur Lothal à la demande de Ryder Azadi. Ce dernier a formé un groupe de rebelles, avec parmi eux de vieux amis d'Ezra, qui ont infiltré l'usine impériale de Lothal et produisent des véhicules défaillants qui explosent. Les rebelles souhaitent entrer dans l'usine pour récupérer des informations sur le projet secret de l'Empire en vue du bombardement de l'usine.
Grâce à M. Sumar, l'ami d'Ezra, les rebelles, en tenue d'ouvriers, entrent dans la chaîne de montage mais le Grand Amiral Thrawn arrive dans l'usine pour enquêter sur les défaillances des véhicules construits. Il fait tester une motojet par M. Sumar, qui explose, le tuant sur le coup. Kanan et Ezra en profitent pour s'éclipser, voler des uniformes et les plans de l'arme secrète. Durant leur fuite, ils rencontrent l'Agent Kallus, qui les aide, leur expliquant qu'il est un Fulcrum.

### Épisode 11:Les Forces occultes
- États-Unis : 10 décembre 2016 sur Disney XD[1]
- France : 
  - 30 décembre 2016 sur Disney XD
  - 7 juin 2017 sur France 4

- États-Unis : 428 000 téléspectateurs[31] (première diffusion)

Alors qu'Hera entame un briefing sur le bombardement de l'usine de Lothal, Ezra est en proie à des visions, voyant Maul se balader librement sur la base rebelle. Après un incident où le jeune Jedi a failli tuer un soldat rebelle qu'il prenait pour le Zabrak, Kanan l’emmène auprès de Bendu, qui comprend qu'Ezra a réuni les holocrons.
Ezra souhaite que ses visions cessent. Mais Maul est bel et bien sur Atollon et les retrouve, alors que Bendu disparaît. Maul explique à Ezra que les informations des holocrons ont été mélangées et contenues dans leurs deux cerveaux et souhaite que chacun découvre ce qu'il veut savoir. Ezra, malgré les réticences de Kanan, accepte et part avec Maul. Mais Kanan les suit à bord du Phantom II, avec l'aide de Sabine.
La navette de Maul se pose sur Dathomir, près du temple abandonné des Sœurs de la Nuit. Maul explique qu'il a réuni de nombreux objets de son passé, dont un sabre laser Mandalorien. Grâce au pouvoir des Soeurs de la Nuit, Maul et Ezra réunissent leurs informations et complètent leur savoir, mais ils réveillent les esprits des Sœurs qui réclament du Sang et de la Chair. Au même instant, Kanan et Sabine arrivent et se font envoûter par les fantômes.

### Épisode 12:Les Fantômes de Géonosis, première partie
- États-Unis : 7 janvier 2017 sur Disney XD[1]
- France : 
  - 10 février 2017 sur Disney XD
  - 7 juin 2017 sur France 4

- États-Unis : 563 000 téléspectateurs[32] (première diffusion)

Les rebelles sont envoyés, à la demande directe du Sénateur Bail Organa, sur Géonosis. Organa leur explique qu'un commando fut envoyé sur la planète pour enquêter sur la disparition totale de la population mais qu'ils n'ont plus donné signe de vie. Le Ghost atterrit en pleine tempête sur la dernière position connue du commando : l'entrée d'un réseau de tunnels géonosiens dans lequel s'engouffrent Kanan, Ezra, Chopper et Rex. Pendant ce temps, Sabine et Zed tentent de trouver une source d'énergie proche.
Le Lasat et la Mandalorienne trouvent la source d'énergie, un générateur de bouclier, et tentent de ramener le noyau déflecteur sur le Ghost. Au même moment, les deux Jedis et le clone tombent sur des casques appartenant au commando rebelle. Ils se retrouvent ensuite nez-à-nez avec des droïdes de combats. Le combat tourne à l'avantage des droïdes quand les rebelles sont sauvés par le chef du commando disparu : Saw Gerrera.
- Reprise de la série après la pause hivernale.
- Formant un double épisode avec l'épisode suivant.
- Hera constate que le chantier naval en orbite autour de la planète durant l'épisode À la loyale (Saison 2) a disparu, ce qui signifie que le "chantier" est terminé.

### Épisode 13:Les Fantômes de Géonosis, deuxième partie
- États-Unis : 7 janvier 2017 sur Disney XD[1]
- France : 
  - 10 février 2017 sur Disney XD
  - 7 juin 2017 sur France 4

- États-Unis : 567 000 téléspectateurs[32]

Ezra, Kanan et Rex empêchent Saw de torturer le Géonosien, Ezra tente même de parler avec lui et le nomme Klic-Klac.Ensemble, ils trouvent l'atelier de réparation du géonosien et Saw le fouille avec violence. Pendant ce temps, un croiseur léger impérial approche de Géonosis.
Les impériaux envoient deux bombardiers TIE attaquer le Ghost, ensablé par la tempête et qui réplique en détruisant les vaisseaux. Hera engage ensuite son vaisseau dans le puits d’aération du réseau de tunnels pour se protéger du croiseur en approche. À l'atelier, Saw met la main sur un œuf de reine géonosien. En revenant sur le Ghost, Hera informe Kanan de la réputation « extrémiste » de Saw. Au même moment, ce dernier tente de s'emparer du géonosien, n'hésitant pas à braquer son arme sur l’œuf, mais Rex calme la situation.
- Formant un double épisode avec l'épisode précédent.
- Quand Klic-Klac tente de dessiner l'arme construite par l'Empire (un petit cercle dans un autre plus grand), les rebelles pensent, à la fin de l'épisode, aux cuves de poison. Il s'agit en réalité de l'Étoile de la mort, construite en orbite.
- L'Holo-projecteur de Saw représente sa sœur, Steela, morte sur Onderon durant la Guerre des Clones (Saison 5 de Star Wars: The Clone Wars).

### Épisode 14:Mission de repérage
- États-Unis : 14 janvier 2017 sur Disney XD[1]
- France : 
  - 17 février 2017 sur Disney XD
  - 14 juin 2017 sur France 4

- États-Unis : 374 000 téléspectateurs[33] (première diffusion)

L'Empire envoie des unités d'infiltration droïdes sur plusieurs planètes. L'une d'elles atterrit sur Atollon et se rapproche de la base rebelle mais finit par être attaquée par des araignées Krykna. Pendant ce temps, le Ghost et le reste de l'escadron Phoenix partent en exercice, Hera laissant la sécurité de la base à Zed tandis que AP-5 et Chopper commencent l'inventaire des munitions.
Au poste de commandement, Zed est informé d'une brèche dans le périmètre et décide d'y aller lui-même avec Chopper. Une fois sur place, le Lasat découvre le droïde infiltrateur endommagé et, sans savoir qu'il est un droïde impérial, le ramène à la base rebelle. Tandis que AP-5 le restaure et lui montre la base avec Chopper, Zed retourne au PC. Là, il reçoit une communication de Fulcrum l'informant sur les droïdes impériaux infiltrés. Zed, découvrant son erreur, retrouve les trois droïdes dans le dépôt de munitions. Malheureusement, le droïde passe en mode combat et attaque les rebelles avant de fuir, endommagé par le Lasat.

### Épisode 15:Le Sabre du pouvoir
- États-Unis : 21 janvier 2017 sur Disney XD[1]
- France : 
  - 24 février 2017 sur Disney XD
  - 14 juin 2017 sur France 4

- États-Unis : 481 000 téléspectateurs[34] (première diffusion)

Kanan convoque Fenn Rau pour lui présenter le sabre laser que Sabine a rapporté de Dathomir. Rau l'informe qu'il s'agit du Sabre Noir (Darksaber), un antique sabre laser Mandalorien et haut symbole de la Maison Vizsla. Il explique aussi que si Sabine parvient à maîtriser ce sabre, elle peut unir tous les Mandaloriens et les rallier à la cause des rebelles. D'abord réticente à l'utiliser, la jeune Mandalorienne finit par accepter de se faire entraîner au combat au sabre laser par Kanan et Ezra.
Kanan, Ezra et Sabine partent pour l'entraînement dans la clairière laissée vide par Bendu. Ezra commence par enseigner les formes de base à Sabine avec des bâtons en bois. Plusieurs jours s'écoulent et Sabine s'améliore lentement, notamment grâce aux nouveaux gantelets mandaloriens que Fenn Rau lui rapporte avec le ravitaillement. Elle réussit à vaincre Ezra mais, dans l'enthousiasme de l'action, provoque Kanan qui la remet brutalement à sa place.

### Épisode 16:L'Héritage de Mandalore
- États-Unis : 18 février 2017 sur Disney XD[1]
- France : 
  - 3 mars 2017 sur Disney XD
  - 21 juin 2017 sur France 4

- États-Unis : 361 000 téléspectateurs[35] (première diffusion)

Sabine, Kanan, Ezra, Fenn Rau et Chopper se rendent sur Krownest, la planète où siègent les membres du clan Wren. Mais dès leur approche, le Phantom II se pose en catastrophe à la surface. Très rapidement, un groupe de Mandaloriens,ayant un membre des commandos impériaux à leur tête, encercle les rebelles. Le commando s'avère être Tristan Wren, le frère de Sabine, et décide d’emmener les rebelles devant son chef, à l'exception de Rau et Chopper qui se sont cachés dans l'appareil.
Sabine et les Jedi sont présentés devant Ursa Wren, comtesse du Clan Wren et mère de la jeune rebelle. Sabine présente le Sabre Noir et la comtesse accepte de la recevoir à condition que les Jedi laissent leurs armes aux mandaloriens. Les négociations se déroulent difficilement, Ursa expliquant que le clan Wren est mal vu par les autres clans depuis la "trahison" de Sabine. Tristan a même dû rejoindre les commandos de Gar Saxon afin de prouver sa loyauté. Peu après, Ursa et Sabine se parlent en privé et la jeune femme apprend que son père est retenu prisonnier sur Mandalore. Elle explique à sa mère comment elle a eu le Sabre Noir et le lui remet.
Pendant ce temps, Fenn Rau s'infiltre dans la demeure des Wren et espionne une conversation entre Ursa et Gar Saxon. Le mandalorien accepte d'épargner le clan Wren à condition que les Jedi lui soient remis. Peu après, alors que Sabine et Tristan s’entraînent ensemble, Saxon et ses commandos arrivent sur Krownest. Le Gouverneur de Mandalore récupère le Sabre Noir et accuse le clan Wren de trahison contre l'Empire. L'affrontement entre mandaloriens commence, Fenn Rau arrivant pour rendre les sabres laser aux Jedi. Ezra lance son arme à Sabine qui défie Gar Saxon en duel. Après un long affrontement, la rebelle finit par vaincre le Gouverneur de Mandalore. Il tente de lui tirer dans le dos, mais Ursa l'abat d'un tir en plein cœur.

### Épisode 17:Un espion en danger
- États-Unis : 25 février 2017 sur Disney XD[1]
- France : 
  - 10 mars 2017 sur Disney XD
  - 21 juin 2017 sur France 4

- États-Unis : 416 000 téléspectateurs[36] (première diffusion)

Le croiseur de l'agent Kallus intercepte une navette volée sur Lothal. Le lieutenant Lyste, présent à bord, décide d'emprisonner le chasseur de primes quand Kallus le reconnait : Ezra Bridger, accompagné de Chopper et AP-5. Kallus emmène le garçon dans les cellules, afin d'être seuls. Ezra l'informe que sa situation de Fulcrum pourrait être compromise et qu'il est là pour le sortir d'ici. Soudain, Lyste entre dans la cellule et informe Kallus que Thrawn, dont la flotte vient d'arriver, réclame leur présence ainsi que celle du prisonnier. Ils décident aussi de prendre avec eux les droïdes.
À bord du Chimera, le Destroyer Stellaire personnel de Thrawn, Ezra est emmené dans les cellules tandis que Kallus et Lyste se dirigent vers le bureau de l'amiral. Kallus y retrouve l'amiral Konstantine et son mentor au BSI, le colonel Wullf Yularen. Thrawn les a convoqué afin de trouver le Fulcrum car il est sur le point de trouver l'emplacement de la base rebelle. Kallus manipule Lyste afin de le faire croire que la gouverneure Pryce est Fulcrum et en profite pour échanger leur cylindre de code. Peu après, Kallus rejoint Ezra dans les cellules et l'avertit de la situation. Ezra et Kallus s'introduisent avec Chopper dans le bureau de Thrawn pour envoyer des codes d'identification à la navette d'évacuation et modifier la carte de Thrawn pour cacher Atollon.
Thrawn revient dans son bureau plus vite que prévu. Tandis qu'Ezra et Chopper restent cachés, Kallus reprogramme des droïdes assassins pour attaquer le Chiss. Pendant le combat, Ezra et Chopper en profitent pour fuir, Thrawn croyant voir Lyste étant donné le porte d'un uniforme impérial. La navette d'évacuation, piloté par Kanan et Rex, se pose dans le hangar du Chimera. Cependant, Pryce les intercepte, neutralise Kanan et est sur le point de tirer sur Rex quand Lyste l'assomme, croyant qu'elle est toujours la traîtresse. Yularen observe la scène depuis la passerelle du hangar et comprend que Lyste est Fulcrum. Peu après, Kallus assomme Lyste et rééchange les cylindres de code et décide de rester infiltré dans l'Empire, laissant les rebelles repartir. Une fois les rebelles enfuis, Kallus accuse Lyste d'être Fulcrum et le fait arrêter.
- L'uniforme et le physique de Wullf Yularen, personnage déjà apparu dans Star Wars : The Clone Wars comme amiral de la Grande Armée de la République, est basé sur l'officier impérial, qui s'avérera être le colonel Yularen, présent dans Un nouvel Espoir.
- Le code de désactivation des droïdes d'entrainement que Thrawn utilise est "Ruhk". Dans les romans de l'univers Légendes de Star Wars, il s'agit du nom du garde du corps Noghri personnel de Thrawn, qui se retournera contre lui et l'assassinera, provoquant la débandade de l'Empire lors de la Bataille de Bilingri, dans les romans.
- Dans les romans, le Chimera est également le vaisseau amiral du Grand Amiral Thrawn.

### Épisode 18:Rencontre imprévue
- États-Unis : 4 mars 2017 sur Disney XD[1]
- France : 
  - 17 mars 2017 sur Disney XD
  - 28 juin 2017 sur France 4

- États-Unis : 417 000 téléspectateurs[37] (première diffusion)

Alors qu'ils attendent pour ravitailler un vaisseau allié à un point de rendez-vous, Hera, Ezra, Zed et Chopper, à bord du Ghost, sont repérés par un droïde EXD-9 qui révèle leur position. Peu après la destruction du droïde, un escadron de Y-wings et un cargo rebelle émergent de l’hyperespace.
Durant le ravitaillement d'un des Y-Wings, Hera accueille le chef de l'expédition, Erskin Semaj, et Gold Leader, le capitaine Vander. Ils informent l'équipage qu'ils transportent une « cargaison secrète » très importante pour la Rébellion. Soudain, le convoi rebelle est attaqué par un croiseur impérial. La pilote, Gold Deux, est assommée et Ezra prend les commandes du bombardier. Alors que le cargo est en perdition, Hera accueille à bord la « cargaison secrète » : la sénatrice de Chandrilla Mon Mothma. Les impériaux sont vaincus et les rebelles sautent dans l'hyperespace. Mon Mothma explique à Hera qu'elle se dirige à une réunion sur Dantooine afin de réunir toutes les cellules rebelles de la galaxie et former une "Alliance Rebelle". Pendant ce temps, le Grand Amiral Thrawn et la gouverneure Pryce analysent la situation et anticipent le mouvement d'Hera, consistant à passer près de la nébuleuse de l'Archéon pour éviter les patrouilles impériales dans ce secteur.
Dès leur arrivée à la nébuleuse, les rebelles tombent nez-à-nez avec un TIE Defender, piloté par Vult Skerris de l'Académie Skystrike. Hera, Ezra et Vander, après un cuisant revers face au TIE, traversent la nébuleuse qui épuise toute l'énergie du Ghost. Alors que les deux derniers Y-wings tentent d'éliminer Skerris, le Ghost tombe face à deux Destroyers impériaux, commandés par Pryce et l'amiral Konstantine. La gouverneure active alors les rayons tracteurs sur le vaisseau mal en point. Grâce à un tir précis du canon à ion, les Y-wings finissent par neutraliser le TIE Defender, qui part à la dérive. Les deux bombardiers se rapprochent des Destroyers et larguent leurs torpilles à proton sur la nébuleuse. Les explosions créent une énorme déflagration qui endommage gravement les Destroyers, libérant le Ghost des rayons tracteurs. Le convoi repart alors en vitesse lumière.
- Cet épisode marque la première apparition du TIE Defender à l'écran, dont les plans ont été aperçus dans l'épisode La Taupe.
- Cet épisode introduit également les frégates médicales Nebulon-B, apparues dans L'Empire contre-attaque, Le Retour du Jedi et Rogue One. De plus, on peut aussi voir un vaisseau de conception identique au Home One, le vaisseau-amiral de l'amiral Ackbar dans Le Retour du Jedi
- Bien que rapide, cet épisode introduit le général Dodonna.

### Épisode 19:La Trahison de Chopper
- États-Unis : 11 mars 2017 sur Disney XD[1]
- France : 
  - 23 mars 2017 sur Disney XD
  - 28 juin 2017 sur France 4

- États-Unis : 361 000 téléspectateurs[38] (première diffusion)

Chopper et AP-5, accompagné par Wedge, s'infiltrent dans un avant-poste du BSI sur la planète Killun. Cependant, après qu'ils ont passé un portique de sécurité, une alarme s'active et attire l'attention d'un croiseur de surveillance impérial en orbite. Le contrôleur repère immédiatement Chopper comme un infiltré à partir d'images de surveillance.
Chopper se connecte à un terminal et se fait sonder sa mémoire par le contrôleur. Après n'avoir rien trouvé d'intéressant, il décide de prendre le contrôle du droïde rebelle. Pendant ce temps, AP-5 se rend au centre de stockage de données et récupère tous les codes d'autorisation de Lothal. En revenant vers le Ghost, le droïde d'inventaire remarque le changement de comportement de l'astromécano et tente de prévenir Wedge mais Chopper, sous contrôle impérial, décrédibilise AP-5.
Une fois sur le Ghost, Chopper récupère les codes d'activation que AP-5 avait dérobé plus tôt. Cependant, Hera remarque aussi le changement de comportement et prévient Wedge, Zed et Ezra. Tout le groupe cherche Chopper et se retrouve piégé dans la soute par celui-ci. Le droïde, toujours sous contrôle impérial, en profite pour implanter une clé de chargement afin de récupérer les coordonnées d'Atollon. Le contrôleur décide aussi d'ouvrir la porte de la soute, manquant de peu d'aspirer les rebelles dans le vide sidéral. Mais Hera referme la soute rapidement. La Twi'lek décide d'envoyer AP-5 déverrouiller le vaisseau depuis un panneau à l'extérieur. Il réussit mais est éjecté du Ghost par Chopper.

### Épisode 20:Au cœur du désert
- États-Unis : 18 mars 2017 sur Disney XD[1]
- France : 
  - 23 mars 2017 sur Disney XD
  - 7 janvier 2018 sur France 4

- États-Unis : 395 000 téléspectateurs[39] (première diffusion)

Sur Tatooine, Maul est perdu dans les étendues désertiques. Il décide donc d'utiliser un morceau de l'holocron Sith qu'il garde depuis qu'il les a réunis avec Ezra.
Sur Atollon, Ezra est réveillé par l'activation des deux holocrons , voyant l'hologramme de maître Kenobi et entendant la voix de Maul. Il en déduit que le maître Jedi est en danger. Seulement, personne ne veut le croire, pas même Rex. Ezra décide donc de voler un A-wing et de se rendre sur Tatooine lui-même. Une fois en orbite au-dessus de la planète des sables, le jeune rebelle se rend compte que Chopper est monté avec lui dans le chasseur. Se servant d'un morceau de chaque holocron comme une boussole, Ezra cherche la position du maître Jedi et se pose dans les montagnes rocheuses. Soudain, une fois sortis du vaisseau, les deux rebelles sont attaqués par des pillards Tuskens. Le A-wing explose et les Tuskens disparaissent, tués par Maul.
Plus tard, Ezra continue à se diriger avec les morceaux d'holocrons, allant jusqu'à traverser une tempête en plein désert. Les deux rebelles finissent par s'arrêter, Chopper par manque d'énergie et Ezra par épuisement, se mettant à halluciner. C'est alors qu'un homme encapuchonné apparaît auprès d'eux. Ezra se réveille la nuit, près d'un feu avec cet homme face à lui. Il s'agit d'Obi-Wan « Ben » Kenobi. Le vieux maître lui explique qu'il a été manipulé par les holocrons, sous le contrôle de Maul, et qu'il doit repartir auprès de ses amis. Ezra et Chopper partent au moment où le Zabrak arrive. Ce dernier se met à l'interroger sur le but de sa cachette sur Tatooine. Comprenant qu'il est sur le point de découvrir la vérité, il dégaine son sabre laser. Un bref combat s'engage entre les vieux ennemis et Obi-Wan finit par tuer Maul. Avant de mourir, il demande si celui qu'il protège est l'Élu et le Jedi acquiesce.
- Maul meurt sur Tatooine, la planète où il a combattu Qui Gon Jinn pour la première fois.
- Luke Skywalker apparaît lors de cet épisode, enfant, protégé par Obi-Wan jusqu'aux évènements de Star Wars, épisode IV : Un nouvel espoir.

### Épisode 21:Assiégés, première partie
- États-Unis : 25 mars 2017 sur Disney XD[1]
- France : 
  - 30 mars 2017 sur Disney XD
  - 7 janvier 2018 sur France 4

- États-Unis : 490 000 téléspectateurs[40] (première diffusion)

Le Grand Amiral Thrawn arrive sur Lothal pour un compte-rendu avec l'amiral Konstantine, la gouverneure Pryce et le Grand Moff Tarkin. L'agent Kallus espionne la réunion et découvre que Thrawn compte sur la réunification des cellules du commandant Sato et du général Dodonna, en vue de l'attaque sur l'usine de Lothal, pour les exterminer.
Alors que les deux cellules rebelles se rejoignent sur Atollon, Kallus tente de prévenir l'escadron Phoenix mais Thrawn le capture et réussit à localiser la position d'Atollon. Hera reçoit l'avertissement de Fulcrum juste à temps pour alerter la flotte rebelle. Au même moment, la 7e Flotte impériale arrive en orbite. Deux croiseurs Interdictor empêchent les rebelles de fuir. Hera propose alors de distraire la flotte impériale pour permettre à Ezra et Chopper de s'échapper à bord du Gauntlet, le vaisseau de Maul, pour aller chercher du renfort. Cependant, Kanan décide de laisser Ezra et part chercher de l'aide ailleurs.
Le Ghost rejoint les vaisseaux rebelles et Sato engage la bataille. Le Grand Amiral anticipe ses manœuvres en mettant en retrait les Interdictors. La flotte rebelle subit de lourdes pertes. Pendant ce temps, Kanan retourne à la clairière, où se trouve Bendu. Ce dernier est en colère car les rebelles ont apporté la guerre sur son monde. Kanan tente alors de le convaincre de les aider. En orbite, le groupe du général Dodonna évacue ses croiseurs, trop affaiblis. Le commandant Sato fait alors évacuer son vaisseau-transporteur et se sacrifie en se faisant s'écraser sur le croiseur Interdictor de l'amiral Konstantine (qui s'était approché en violation des ordres de Thrawn pour tenter de détruire le vaisseau-amiral de Sato), libérant un passage pour le Gauntlet qui saute dans l'hyperespace.
- Formant un double-épisode avec le suivant.
- Cet épisode marque la première apparition des Death Troopers dans la série, introduits dans Rogue One.
- Le général Dodonna, brièvement apparu dans Rencontre imprévue, est plus présent dans cet épisode. Nous découvrons un nouvel escadron sous les commandes du général : l'escadron Green. Composé de Y-wings, il se fait détruire lors de la bataille. Il complétait les quatre escadrons de Yavin : escadrons Red, Gold et Blue (visible dans Rogue One).

### Épisode 22:Assiégés, deuxième partie
- États-Unis : 25 mars 2017 sur Disney XD[1]
- France : 
  - 30 mars 2017 sur Disney XD
  - 7 janvier 2018 sur France 4

- États-Unis : 499 000 téléspectateurs[40] (première diffusion)

Les rebelles survivants de la bataille spatiale se réfugient sur la base d'Atollon. Hera ordonne à Zed et Rex de déployer le bouclier déflecteur. Au même moment, Thrawn ordonne le bombardement orbital de la base. Kanan, encore à l'extérieur du bouclier, tente d'esquiver les tirs ennemis. Après une frappe courte mais intense, les impériaux cessent le feu avant de détruire le bouclier rebelle.
Pendant ce temps, Ezra se pose sur Krownest et retrouve la famille Wren et Fenn Rau. Le rebelle demande de l'aide mais apprend que les mandaloriens sont engagés dans une guerre civile et qu'ils n'ont pas de ressources à partager avec la Rébellion. Cependant, Sabine décide de l'aider, la comtesse Ursa acceptant qu'un groupe de volontaires partent avec eux. Sur Atollon, le Grand Amiral décide de superviser personnellement l'assaut terrestre, laissant le commandement de la flotte à Pryce.
Prévoyant une attaque terrestre, Hera envoie Zed, Rex et quelques soldats tendre une embuscade aux impériaux. Le clone et le Lasat réussissent à détruire une colonne de MD-TT, mais Thrawn, se servant d'eux comme leurre, enfonce les défenses rebelles avec des TB-TT. Les rebelles se replient, avec le soutien de Kanan et l'escadrille de Wedge. En orbite, Sabine, Ezra et un groupe de mandaloriens lancent un assaut sur la coque du croiseur Interdictor tandis que Fenn Rau mène une escadrille de chasseurs au combat. Sur la planète, les rebelles finissent par être encerclés par l'escouade de Thrawn. C'est alors que la tempête du Bendu éclate. Les rebelles en profitent pour quitter la surface tandis que les impériaux ouvrent le feu sur le cœur de l'orage. Entre-temps, Kallus réussit à s'enfuir de la flotte impériale dans une capsule de sauvetage. Ezra et les mandaloriens finissent par détruire le dernier Interdictor et le reste de la flotte rebelle fuit la zone, le Ghost en profitant pour récupérer Kallus avant le saut dans l'hyperespace.
- Formant un double-épisode avec le précédent.
- Avant de disparaître, le Bendu prédit avoir vu "la défaite de Thrawn".